# Elecciones municipales de 2021 en La Serena
Las elecciones municipales de La Serena de 2021 se realizaron el sábado 15 y domingo 16 de mayo de 2021, así como en todo Chile, para elegir a los responsables de la administración local, es decir, de las comunas. En el caso de la capital regional de la Región de Coquimbo, esta eligio a su alcalde y a 10 concejales.
Estas elecciones fueron las terceras elecciones municipales realizadas bajo la Ley de inscripción automática y voto voluntario, y fueron realizadas paralelamente a la Elección de gobernador regional, cargo creado por la Ley 21073 de 2018, y que fueron elegidos por primera vez.y los miembros de la Convención Constitucional también fueron elegidos en forma paralela a las elecciones municipales y de gobernadores.

## Antecedentes
Originalmente estas elecciones estaban previstas para el domingo 25 de octubre de 2020, pero fueron postergadas debido a la pandemia de enfermedad de coronavirus, quedando para el 4 de abril de 2021. Sin embargo dicha fecha coincidía con las celebraciones de Semana Santa, por lo que fueron aplazadas nuevamente en una semana, quedando fijadas definitivamente para el 11 de abril de 2021. Debido a la pandemia, el 11 de marzo fue aprobada la ley que determinó que la votación se realizaría en dos jornadas: el sábado 10 y domingo 11 de abril, convirtiéndose en la primera elección en Chile que se realizaría en más de un día. Finalmente, las elecciones fueron nuevamente postergadas para el 15 y 16 de mayo de 2021, mediante una reforma constitucional, dictando al efecto la Ley 21324.

## Definición de candidaturas

### Chile Vamos
En febrero de 2020, surgió el nombre de Jocelyn Lizana, concejala de Evopoli, como el primer nombre del sector. En marzo, más de cien militantes de Renovación Nacional de todo el país solicitaron a la ex-gobernadora del Elqui, Daniela Norambuena, aceptar el desafío de competir por el sector. En julio, el presidente regional de la Unión Demócrata Independiente, Juan Carlos Aguirre, dejó entrever que la colectividad miraba con buenos ojos al exfutbolista, Victor Hugo Casteñeda, ex-director técnico de Club de Deportes La Serena y locutor de una radio local, como candidato a alcalde por La Serena, dicha posibilidad se desvaneció luego que el propio entrenador habría señalado que privilegiará su carrera deportiva y profesional, por lo que se descartó su candidatura.
Sin embargo a finales del año la UDI inició conversaciones con el exfutbolista quien aceptó convertirse en su candidato independiente. En enero del 2021, tras haberse bajado los nombres del sector, recibió el apoyo oficial del resto de los partidos de la coalición Chile Vamos (Evopoli, el PRI y RN) convirtiéndose oficialmente en el candidato edilicio del sector.

### Unidad por el Apruebo
Ya en 2018, el presidente regional del Partido Radical, Raúl Godoy Barraza, expresó que desde el partido levantarían la candidatura del militante y Alcalde en ejercicio, Roberto Jacob, quien si bien en un primer momento descartó presentarte nuevamente, posteriormente a nivel interno había mostrado su intención de volver a ser reelecto para un tercer periodo.
En 2019, En el Partido Socialista sonaron con fuerza algunos nombres, como el concejal Robinson Hernández, el expresidente del Consejo Regional, Eduardo Alcayaga y Hassan Adaro, el presidente comunal del partido, pero ninguno prosperó. Finalmente en 2020, se levantaron las precandidaturas de José Manuel Peralta, ex-seremi de Economía, y Erika Rojas, ex-seremi de Planificación. Desde la Democracia Cristiana, si bien en un principio se propuso al concejal Pablo Yáñez, quien descartó la posibilidad de competir contra el alcalde actual, finalmente el consejo nacional proclamó al ex-seremi del MINVU, Erwin Miranda, como su abanderado por el sillón comunal.
Finalmente, el 11 de enero de 2021, los partidos de Unidad Constituyente (PS, DC, PPD, PR, PRO, Ciu) inscribieron ante el Servel al Alcalde Jacob como candidato único del sector por el pacto "Unidad por el Apruebo".

### Frente Amplio
A comienzos del 2021, el Frente Amplio anunció que el arquitecto Álex Garrido, del partido Comunes, sería la carta de la coalición de izquierda por segunda vez consecutiva. Posteriormente el Partido Comunista también mostró su adhesión a la candidatura, de la misma manera que el FA lo hizo con su candidato a Gobernador Regional, Javier Vega.

### Independientes
Juan Carlos Thenoux, ex comunicador, concejal, exmilitante del Partido Radical, renunció a su asiento en el Concejo Comunal en julio de 2019 y anunció en febrero del 2020, que buscaba estar en la papeleta de las elecciones a Alcalde de La Serena como independiente, en octubre comenzó la campaña de recolección de firmas, el 11 de enero entró en la nómina del Servel de los candidatos cuyas firmas habían sido aceptadas.
Claudio Piña, ingeniero informático y profesor universitario, apoyado por movimientos territoriales.

## Candidatos
| Nombre                     | Nombre                              | Apoyos políticos      | Candidatura | Eslogan                      |
| -------------------------- | ----------------------------------- | --------------------- | --- | ---------------------------- |
|                            | Roberto Jacob Jure (PR)             | Unidad por el Apruebo | Técnico agrícola, militante del Partido Radical y actual alcalde de La Serena. fue Concejal de la comuna de La Serena desde 2004 hasta 2012 y electo alcalde en 2 periodos consecutivos, en 2012 y en 2016. Si bien había descartado un tercer periodo, en 2020 se postuló nuevamente. | Juntos por La Serena         |
|                            | Alex Garrido Tapia (Comunes)        | Frente Amplio         | Arquitecto, y dirigente del partido Comunes, anteriormente de Revolución Democrótica. Fue su segundo intento como candidato del Frente Amplio. Recibió apoyos también del Partido Comunista. | La Serena que queremos       |
|                            | Victor Hugo Castañeda Vargas (Ind.) | Chile Vamos           | Futbolista y ex-director técnico de Club de Deportes La Serena y locutor de una radio local, la UDI lo buscó desde el inicio para asumir la candidatura, en un principio dicha posibilidad se había desvanecido luego que el propio entrenador habría señalado que privilegiará su carrera deportiva y profesional, por lo que fue descarto una candidatura, sin embargo en 2020 fue declarado candidato del sector. | Vuelve La Serena             |
| Juan Carlos Thenoux Ciudad | Juan Carlos Thenoux Ciudad (Ind.)   | Independiente         | Ex comunicador, concejal, exmilitante del Partido Radical, renunció a su asiento en el Concejo Comunal en julio de 2019 y anunció en febrero del 2020, que buscaba estar en la papeleta de las elecciones a Alcalde de La Serena como independiente, en octubre comenzó la campaña de recoleccion de firmas, el 11 de enero entró en la nómina del Servel de los candidatos cuyas firmas habían sido aceptadas.      | Yo voto por Thenoux          |
|                            | Claudio Piña Novoa (Ind.)           | Independiente         | Es el menos conocido de los cinco aspirantes. De profesión ingeniero informático, profesor universitario, es una cara nueva en la política y proviene del mundo académico y de los movimientos territoriales. | Nuestras voces a la Alcaldia |

## Encuestas
| Encuesta                | Fecha               | Observ.          | Jacob UC | Castañeda ChV | Thenoux ind. | Garrido FA | Piña ind. | B/N |
| ----------------------- | ------------------- | ---------------- | -------- | ------------- | ------------ | ---------- | --------- | --- |
| Encuesta                | Fecha               | Observ.          |          |               |              |            |           | B/N |
| Cadem-UCN-Diario El Día | 28 de marzo de 2021 | Votante probable | 37%      | 18%           | 12%          | 6%         | ---       | 23% |
| Cadem-UCN-Diario El Día | 28 de marzo de 2021 |                  | 41%      | 16%           | 8%           | 4%         | 1%        | 21% |

## Resultados

### Alcaldes
De acuerdo al orden de votos:
|  | 34,43 % |

|  | 22,08 % |

|  | 19,47 % |

|  | 17,08 % |

|  | 8,91 % |

### Concejales

Unidad Constituyente
PDC
PR
PSChile Vamos
RN Chile Digno
PCCh
FREVS Frente Amplio
RD

De acuerdo al orden de votos:
| Candidatura     | Candidatura | Votos   | %                               | Concejales                      |
| --------------- | --- | ------- | ------------------------------- | ------------------------------- |
|                 | Unidad Constituyente - Unidos por la Dignidad (DC, PRO, Ciu) - Unidad por el Apruebo (PPD, PS) - Partido Radical | 23 436  | 35,21                           | 4                               |
|                 | Chile Digno - Partido Comunista - Federación Regionalista Verde Social                                           | 19 347  | 29,07                           | 4                               |
|                 | Chile Vamos - Renovación Nacional - Unión Demócrata Independiente - Evolución Política                           | 14 788  | 22,22                           | 1                               |
|                 | Frente Amplio - Revolución Democrática - Comunes - Convergencia Social                                           | 6626    | 9,95                            | 1                               |
|                 | Partido Republicano                                                                                              | 2365    | 3,55                            | 0                               |
| Votos en blanco | Votos en blanco                                                                                                  | 1 697   | 0,43                            | n/a                             |
| Votos válidos   | Votos válidos | 66 562  | 100,00                          | 57                              |
| Votos nulos     | Votos nulos | 2 248   | Participación: \| \| 40,32 % \| | Participación: \| \| 40,32 % \| |
| Votantes        | Votantes | 70 507  | Participación: \| \| 40,32 % \| | Participación: \| \| 40,32 % \| |
| Electores       | Electores | 174 853 | Participación: \| \| 40,32 % \| | Participación: \| \| 40,32 % \| |
|                 | 40,32 % |         |                                 |                                 |

## Concejo Comunal de La Serena (2021-2024)

Fotografía oficial de los concejales de La Serena.

| N.º                         | Nombre                                 | Partido | Partido |
| --------------------------- | -------------------------------------- | ------- | ------- |
| Alcalde: Roberto Jacob Jure | Alcalde: Roberto Jacob Jure            |         | PR      |
| 1                           | Daniela Norambuena Borgheresi          |         | RN      |
| 2                           | Daniel Eduardo Palominos Ramos         |         | PC      |
| 3                           | Pamela Salomé Caimanque Espejo         |         | FRVS    |
| 4                           | Rayén Pojomovsky Aliste                |         | PC      |
| 5                           | Félix Alonso Velasco Ladrón de Guevara |         | DC      |
| 6                           | Camilo Alejandro Araya Plaza           |         | DC      |
| 7                           | Luis Aguilera González                 |         | PC      |
| 8                           | Daniela Andrea Molina Barrera          |         | RD      |
| 9                           | Cristián Marín Pastén                  |         | PR      |
| 10                          | Carmen Zamora Jopia                    |         | PS      |